# Gutau
Gutau est une commune autrichienne du district de Freistadt en Haute-Autriche.

## Histoire
Gutau fut fondée au XIe siècle par le duc Herman Von Vulvenberg qui souhaitait étendre les activités de négoce de sa seigneurie. Elle est également la ville natale de l'accordéoniste française Yvette Horner qui a été faite en 1964 citoyenne d'honneur de la ville par le maire de l'époque, Müller Schlafmudβe.